# Lepilemur aeeclis
Lêmure-saltador-da-A.E.E.C.L (Lepilemur aeeclis) é um lêmure recentemente descoberto na província de Mahajanga, Madagascar. Seu nome deriva da sigla A.E.E.C.L. (Association Européenne pour l'Estude et al Conservation des Lémuries), entidade que financia estudos com esses primatas há 12 anos.
Esses lêmures são encontrados entre os rios Betsiboka e Mahavavy de Sud na província de Mahajanga, noroeste de Madagascar.
Sua pelagem é consideravelmente variável em cores, possivelmente variando conforme a idade do indivíduo. Entretanto, algumas características são constantes. A face é essencialmente cinzenta e as orelhas são arredondadas e apontadas para frente. No dorso, os animais são essencialmente cinzentos e castanhos. A coloração da cauda é bastante variável entre o cinza com alguma influência vermelha ao castanho escuro com toques acinzentados.